# Diona D'Hondt
Diona D'Hondt (Hoboken, 1988) is een Belgisch wetsdokter (politiearts) en voormalig Miss Antwerpen.

## Biografie
D'Hondt wilde aanvankelijk fotograaf of bouwvakker worden. Uiteindelijk koos ze voor de opleiding geneeskunde aan de Universiteit Antwerpen.
In 2011, toen ze 23 jaar was, werd ze tot Miss Antwerpen verkozen in het Hilton Hotel. Ze werd de eerste Miss Antwerpen die niet naar de nationale finale, Miss België, ging. De organisatrice, Darline Devos, raadde een deelname af omdat het niet te combineren zou zijn met D'Hondts studies geneeskunde.
D'Hondt deed in die periode stage bij de dienst gerechtelijke geneeskunde van het Universitair Ziekenhuis Antwerpen. Ze werd in augustus 2013 aangenomen als assistent van Werner Jacobs en groeide in 2018 door tot geneesheer-specialist in de gerechtelijke geneeskunde. Gelijktijdig volgde ze een opleiding verzekeringsgeneeskunde. Daarnaast werkt ze ook als wetsdokter voor het parket van Antwerpen, Dendermonde en Turnhout. Als wetsdokter onderzoekt D'Hondt voornamelijk verdachte overlijdens en doet ze letselbeschrijvingen van slachtoffers. Ze is daarnaast regelmatig aanwezig op assisenprocessen. Sinds 2013 publiceert ze ook wetenschappelijke artikels.

### Medewerking aan bekende zaken
D'Hondt werkte mee aan het onderzoek na de bomaanslagen in Brussel op 22 maart 2016. Ze deed hiervoor de uitwendige onderzoeken van de slachtoffers in het UZ Leuven. In 2019 werkte D'Hondt mee aan het onderzoek rond de moord op Julie Van Espen.

### Mediaverschijningen
D'Hondt was in 2019 een van de vijf wetsdokters die werden geïnterviewd voor het achtdelige televisieprogramma Wetsdokters. Ook in het vervolg uit 2022, Moordzaken: Wetsdokters, was D'Hondt te zien.
In maart 2019 stond D'Hondt op de voorpagina van het magazine Nina. Hierin stond een uitgebreid interview met haar, hoofdinspecteur An Aelbrecht en thrillerauteur Anja Feliers. In juni van dat jaar stond D'Hondt op de voorpagina van Wieper Magazine, waarin ze werd geïnterviewd over haar job als wetsdokter.
D'Hondt werd in april 2021 geïnterviewd door Tom De Cock, voor de podcast Real Bodies van de gelijknamige tentoonstelling in het Antwerpse Sportpaleis.